# Gekidan Inu Curry
Gekidan Inu Curry (劇団イヌカレー Gekidan Inu Karē?), estilizado como gekidan INU CURRY, es un grupo de animación formado por la ex animadora de Gainax Ayumi Shiraishi (白石 亜由美 Shiraishi Ayumi?) bajo el nombre 2-Shiroinu (2白犬?), y el ex pintor 2D de TANTO Yōsuke Anai (穴井 洋輔 Anai Yōsuke?) bajo el nombre Doroinu (泥犬?). Son conocidos por sus trabajos de diseño de producción en la serie Puella Magi Madoka Magica, así como por crear la secuencia de créditos de cierre para Maria Holic y Usagi Drop. También contribuyen regularmente con ilustraciones para la columna Manpukuron de Maaya Sakamoto en la revista Newtype. Doroinu dirigió y escribió el anime Magia Record: Puella Magi Madoka Magica Gaiden, que comenzó a transmitirse en enero de 2020.

## Estilo artístico
Doroinu y 2shiroinu de Gekidan Inu Curry describen sus obras como inspiradas en los estilos de animación rusos y checos. Expresaron su preferencia por crear paisajes en miniatura que pudieran ser realizados individualmente en lugar de trabajar con muchas personas "como en una orquesta".
En una entrevista con Maaya Sakamoto y Gekidan Inu Curry, Sakamoto describió a los personajes utilizados en su video musical Universe, la sexta canción de su álbum 30minutes night flight, como "realmente coloridos, lindos y fantásticos". Gekidan Inu Curry creó los personajes utilizados en la canción bajo el Studio 4 de Production I.G. Sin embargo, Sakamoto señaló que los personajes muestran "una atmósfera elegante a primera vista, pero si los miras con atención, puedes verlos inyectados con una aguja, vendados o babeando". Agregó que los personajes "no sólo eran lindos, sino que también representaban la imperfección humana". También dijo que tenía la "impresión de que cada personaje tenía una historia detrás" y pensó que "eran actores ideales para aparecer en el video".
Sakamoto describió los dibujos en color que le presentaron como si tuvieran "la calidad de un libro ilustrado y la sensación irreal de un cuento de hadas, así como un aspecto oscuro".
En una reseña de Puella Magi Madoka Magica: The Movie, Geoff Berkshire de Variety describió a los personajes de "pesadilla" de la película como "seres surrealistas que se asemejan a collages de recortes de papel inspirados en la animación clásica rusa y checa" y dijo que recordaban a los interludios animados de Terry Gilliam para Monty Python.